# Chiesa della Badia di Sant'Agata
La chiesa della Badia di Sant'Agata è una chiesa di Catania affacciata sulla via Vittorio Emanuele II, nel quartiere Duomo di Catania o Terme Achilliane - Piano di San Filippo.

## Descrizione

### Esterno
La chiesa si trova di fronte al fianco nord della cattedrale di Sant'Agata e occupa, insieme all'annesso monastero (oggi di proprietà comunale), l'intero isolato delimitato da via Raddusa, via Santa Maria del Rosario e via Sant'Agata.
L'edificio è uno dei principali monumenti barocchi della città, opera di Giovanni Battista Vaccarini.
L'edificio poggia sulle rovine dell'antica chiesa e del convento del 1620, su progetto di Erasmo Cicala e dedicati a Sant'Agata, poi crollati a causa del terremoto del 1693.

### Interno
La chiesa ha impianto a croce greca, con ingressi e cappelle disposti lungo i lati di un ottagono regolare. Altari e rivestimenti degli ambienti sono in marmo giallo di Castronovo; sui piedistalli posti sulle mense sono collocate statue di stucco lucido, che raffigurano in senso orario San Benedetto, l'Immacolata Concezione, Sant'Agata, San Giuseppe e Sant'Euplio. Le statue in stucco marmorizzato furono realizzate nel 1782 ad opera di Giovan Battista Marino, Mario Biondo e Giovan Battista Amato.

#### Emiciclo destro
- Cappella di Sant'Euplio. Altare dedicato a Sant'Euplio, diacono e martire del IV secolo sotto Diocleziano.
- Cappella del Santissimo Crocifisso.
- Cappella di San Giuseppe.

#### Emiciclo sinistro
- Cappella di San Benedetto. Altare dedicato a San Benedetto.
- Ingresso laterale sinistro.
- Cappella dell'Immacolata Concezione.

#### Abside
Cappellone di Sant'Agata e altare maggiore.

## Monastero
Monastero femminile dell'Ordine benedettino sotto il titolo di «Sant'Agata», dal secondo dopoguerra ceduto dalla Curia al Comune, per decenni ha ospitato la tipografia del quotidiano Espresso sera e dal 1991 è stata la sede del Centro sociale occupato Auro, oltre ad accogliere la sede del quotidiano I Siciliani da un paio di anni dopo dell'occupazione.